# Bailey Jay

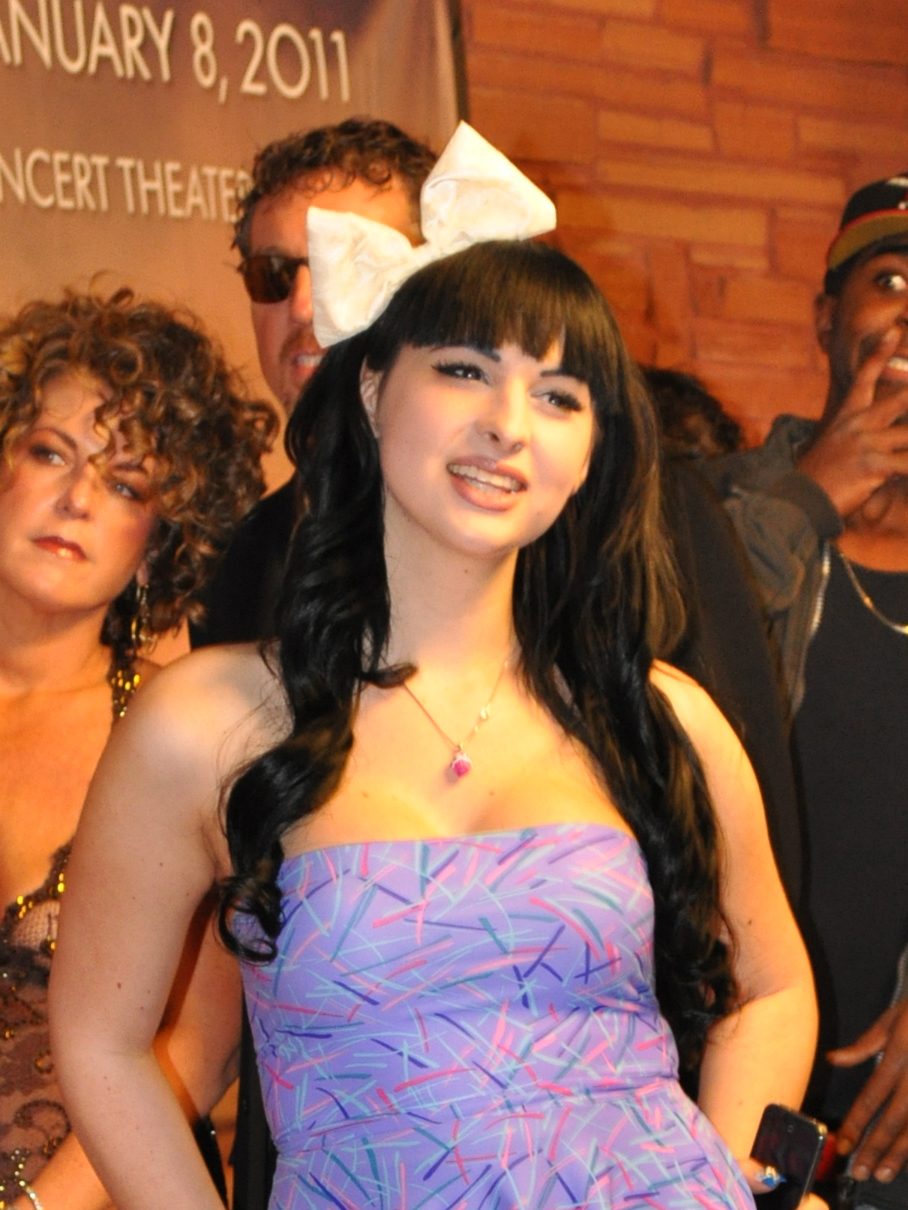
Bailey Jay bei der Verleihung der AVN Awards 2011

Bailey Jay (* 5. November 1988 in Richmond, Virginia) ist eine transgeschlechtliche US-amerikanische Pornodarstellerin.

## Leben
Bailey Jay stammt aus der Cosplay- und Anime-Szene. Erstmals erlangte sie Bekanntheit, als sie bei einer Veranstaltung ihre Brüste zeigte und erklärte, ein Mann zu sein. Diese Szene wurde gefilmt und verbreitete sich auf Internetseiten wie Youtube und 4chan. Sie erhielt den Spitznamen Line Trap.
2010 veröffentlichte das auf transgeschlechtliche Pornografie spezialisierte Label Grooby Productions ihren ersten Pornofilm, Bailey Jay is Line Trap. Auch bei Evil Angel erschienen Filme mit ihr. Im selben Jahr unterschrieb Bailey Jay einen Vertrag bei der Marketingfirma The Star Factory. Bailey Jay arbeitete mit Joey Silvera zusammen, den sie als ihren Mentor bezeichnet.
Bailey Jay ist bisexuell und bezeichnet sich als Bottom.

## Filmografie (Auswahl)
Die IAFD verzeichnet mit Stand Januar 2019 ihre Mitwirkung in 17 Filmen.
- Bailey Jay Is Line Trap (2010)
- Carbongirl (2010)
- She-Male Police (2011)
- Transsexual Superstars: Bailey Jay (2011)

## Auszeichnungen
| Jahr | Preis     | Award                               | Film |
| ---- | --------- | ----------------------------------- | ---- |
| 2011 | AVN Award | Transsexual Performer of the Year   |      |
| 2012 | AVN Award | Transsexual Performer of the Year   |      |
| 2016 | AVN Award | Fan Award: Favorite Trans Performer |      |